# Едіт Крессон
Едіт Кемпіон, у шлюбі Крессон (фр. Édith Cresson; нар. 27 січня 1934) — французька політична діячка. Перша жінка на посаді прем'єр-міністра Франції.

## Біографія
Народилася в місті Булонь-Біянкур, неподалік від Парижа. Її батько Гавриїл Кемпіон (1896—1959) був інспектором фінансів лівої СФІО. 
В 1959 році одружилася з Жаком Крессоном, лікарем і директором з експорту Peugeot. Народила двох дочок — Наталі та Александру.

## Політична діяльність
Через свого однокурсника, Едіт Крессон брала участь у першій президентській кампанії Франсуа Міттерана у 1965 році. Вона вступає до Конвенції республіканських інститутів (соціалістичної і республіканської партії на чолі з Франсуа Міттераном). З 1975 по 1981 рік вона є членкинею Керівного комітету Соціалістичної партії.
У 1975 році Едіт Крессон вперше бере участь у виборах до парламенту, але отримує поразку. На муніципальних виборах 1977 року, вона була обрана меркою Тюре. На виборах 1979 року її було обрано депутаткою Європарламенту, де вона працювала до 1981 року. Під час виборів до парламенту 1981, 1986 і 1988 року вона обирається депутаткою від департаменту В'єнна.
Едіт Крессон стала першою жінкою, якій було доручено очолювати Міністерство сільського господарства в уряді Моруа в 1981 році, що на думку лідерів Національної федерації фермерів (FNSEA) було розцінено як «провокацію»..
Крессон отримала портфель міністра зовнішньої торгівлі та туризму (1983—1984) в урядах Моруа і міністра промислового переоснащення і зовнішньої торгівлі (1984—1986) в уряді Фабіуса. Вона супроводжувала проникнення французьких компаній на нові ринки експорту у США і Японію.
За час роботи в уряді Крессон зміцнює свої позиції у місцевих органах влади, будучи обраною меркою Шательро в 1983 році (переобрана в 1989 і 1995 році).
Після переобрання Франсуа Міттерана на президентських виборах 1988 року, Крессон призначається міністеркою з європейських справ в уряді Мішеля Рокара. Вона відповідає за організацію головування Франції в Європейському економічному співтоваристві в 1989 році, та за початок будівництва єдиного ринку, запланованого на 1993 рік. Вона також бере участь у переговорах із Шенгенської угоди і працює в автомобільному секторі і європейському суспільному мовленні. Зіткнувшись зі зростаючою кризою «коров'ячого сказу», Франція стає першою державою, що закрила свої кордони для британської яловичини. Не згодна з європейською політикою Мішеля Рокара, вона іде у відставку з уряду в жовтні 1990 року.

### Прем'єр-міністерка (1991—1992)
Призначена 15 травня 1991 року в Матіньйонський палац, Крессон стала першою жінкою-прем'єркою Франції. Незабаром вона стала непопулярною серед електорату і була змушена покинути пост менш ніж через рік після поразки соціалістів на регіональних виборах у 1992 році. Крессон перебувала на посаді найкоротший час серед французьких прем'єр-міністрів П'ятої республіки. Її сильна критика японської торгової практики зайшла так далеко, що вона порівняла японців їз «жовтими мурахами, що намагаються захопити весь світ», за що деякі вважають її расисткою.
Крессон є членкинею Ради світових лідерок — міжнародної мережі діючих та колишніх президенток і прем'єр-міністерок.

### Комісарка ЄС
Попри заперечення Едуарда Баладюра, Едіт Крессона призначена Франсуа Міттераном до Європейської комісії у січні 1995 року, де вона відповідала за науку, досліджень та розвиток. Це стосувалося перш за все питань освіти, професійної підготовки та наукових досліджень. Крессон звинуватили у шахрайстві, що було однією із причин відставки Єврокомісії Жака Сантера в 1999 році. Крессон була визнана винною у збої звітності в програмі професійної підготовки молоді, в результаті якої величезні суми зникли.
Призначення хірурга-стоматолога Філіпа Бертело, одного з близьких знайомих Крессон, її «особистим консультантом», викликало звинувачення в кумівстві. Оскільки Бертело було 66 років, він не міг бути призначений членом кабінету єврокомісара.
У 2006 році Едіт Крессон брала участь у підтримці кандидатки Сеголен Руаяль для висунення її Соціалістичною партією на президентський пост.